# Партия демократического действия Малайзии
Партия демократического действия (ПДД, малайск. Parti Tindakan Demokratik, англ. Democratic Action Party, джави ڤرتي تيندقن, кит. 民主行动党, там. ஜனநாயக செயல் கட்சி) — левоцентристская политическая партия Малайзии, выступающая за социал-демократию и секуляризм, социальную справедливость, прогрессивные ценности и равенство всех национальных общин в стране. Крупнейшая партия в парламенте с февраля 2020 года, в 2018—2020 годах была одной из четырёх составных правительственной коалиции «Блок надежды» (Pakatan Harapan, преемница «Народного блока»), ранее находилась в оппозиции на более половины столетия.

## Идеология и база
Осуждая «эксплуатацию и привилегии», ПДД выдвигает своей целью достижение «социалистического строя», обеспечивающего возможности для наиполнейшего развития человеческой личности и справедливого распределения продуктов труда. Партия придаёт «первостепенное значение расширению демократии, соблюдению и развитию гражданских и социальных прав человека, свободному общественному творчеству и равноправию культур». Видение партии — установить мирную и процветающую социал-демократию, способную объединить разрозненные расовые, религиозные и культурные группы на основе концепции «малайзийской Малайзии» на основе универсальных моральных ценностей, равного доступа и возможностей, демократического управления, верховенства закона, создания богатств и их справедливого распределения, а также борьбы с коррупцией.
Декларируя равенство всех общин страны, партия опирается прежде всего на малайзийцев китайского происхождения, недовольных привилегированным положением малайской общины; её влияние среди других этнических групп длительное время было незначительным (первый сабахский депутат кадазан-дусунского происхождения был избран от партии только в 2013 году). Массовая поддержка ПДД исходит от стабильного электората светских и либеральных избирателей из крупных городов, прибрежных регионов, профессионального среднего и рабочего класса. Опорные пункты партии находятся в основном в городских и пригородных районах Пинанга, Перака, Селангора, Негери-Сембилана, Джохора, Малакки и Федеральной территории Куала-Лумпур. На всеобщих выборах в Малайзии в 2018 году ПДД выдвигала своих кандидатов в 47 федеральных округах и выиграла 42 места в нижней палате парламента и 101 из 104 мест, на которые она претендовала в собраниях штатов (причём большинство из них по спискам своей союзницы, Партии народной справедливости); 95 % успешности кандидатов ПДД стали самым высоким показателем среди основных политических партий.

## История

### Создание партии
ПДД была основана 11 октября 1965 года бывшими членами незарегистрированных малайских отделений сингапурской Партии народного действия, включая депутата Девана Наира, который впоследствии стал президентом Сингапура. ПДД официально зарегистрировалась как демократическая социалистическая партия 18 марта 1966 года.
В августе того же года начал издаваться официальный партийный орган «Ракета» (The Rocket). Символом партии является та же ракета, символизирующая устремлённость к современному, динамичному и прогрессивному обществу, а её четыре двигателя — малайскую, китайскую и индийскую общину, а также всех остальных граждан страны (с 2011 года ПДД также использует в качестве своего маскота изображение птицы-носорога Убан).
На своём первом национальном съезде, состоявшемся в Сетапаке, Куала-Лумпур, 29 июля 1967 года, ПДД провозгласил себя «бесповоротно приверженной идеалу свободной, демократической, социалистической Малайзии для всех малайзийцев, основанной на принципах прав человека, равенства, социальной и экономической справедливости и институтах парламентской демократии». В вопросах внешней политики ПДД провозгласила принципы неприсоединения, выступав за объявление Малайзией нейтралитета и неучастие в военных блоках.
В октябре того же года ПДД присоединилась к 55 другим социалистическим партиям, принадлежащим к Социалистическому Интернационалу (СИ), на международной конференции СИ в Цюрихе, Швейцария; полноправным членом Социнтерна ПДД стала в 1969 году. Основатель и начальный лидер ПДД Деван Наир вскоре вернулся в Сингапур по настоянию Ли Куан Ю, тогдашнего премьер-министра Сингапура, опасавшегося возможных трудностей в сингапурско-малайзийских отношениях.

### Ранние успехи и оппозиция
На своих первых парламентских выборах 1969 года ПДД вела кампанию против привилегий бумипутра, в том числе предоставленных им статьёй 153 Конституции. Она получила 11,9 % всех действительных голосов, 13 мест в парламенте и 31 место в собраниях штатов, причём было подано на выборах; Партия народного движения Малайзии (Геракан), выдвигавшаяся на схожей платформе, также добилась значительных успехов. Выборы 1969 года ознаменовали самые большие успехи, когда-либо достигнутые оппозиционной партией в Малайзии до 2008 года, и были близки к тому, чтобы сместить от власти правящий альянс Барисан Насионал, однако под предлогом т. н. «инцидента 13 мая» деятельность парламента была на два года приостановлена, а правительство приняло всю полноту власти.
Впоследствии ПДД также неоднократно подвергалась репрессиям со стороны правительства: так, во время администрации Махатхира Мохамада в 1987 году во время операции «Лаланг» правительство без суда задержало несколько лидеров партии, в том числе её генерального секретаря и лидера парламентской оппозиции Лим Кит Сяна, по обвинению в «угрозе национальной безопасности». Широко распространено мнение, что они были арестованы за протест против расширения дискриминационной «Новой экономической политики» правительства.
В 1995 году ПДД провела кампанию, называемую «Робокоп», в борьбе за штат Пинанг с правящим фронтом «Барисан Насионал». Несмотря на ажиотаж, кампания провалилась, поскольку партия получила только один мандат в местном собрании и три парламентских места.

### В широких альянсах
После отставки вице-премьер-министра Анвара Ибрагима в сентябре 1998 года ПДД стала соучредителем коалиции оппозиционных партий «Альтернативный фронт» вместе с Пан-Малайзийской исламской партией (ПМИП) и недавно сформированной Партией народной справедливости (ПНС). Однако надежды на коалицию для ПДД не оправдались, поскольку два её высших лидера, Лим Кит Сян и Карпал Сингх, потеряли свои места в парламенте на всеобщих выборах 1999 года; ПДД удалось завоевать только 5 % (10 из 193) мест в парламенте. Ведущей оппозиционной партией в парламенте стала ПНС, вышедшая из коалиции в 2001 году из-за разногласий с ПМИП по вопросу исламского характера государства
На всеобщих выборах 2004 года ПДД удалось занять 12 мест в парламенте, в то время как её бывшие союзницы потерпели серьёзные неудачи. На выборах в Сараваке в 2006 году ПДД получила свой лучший на тот момент результат (6 из 12 мест).
В 2008 году ПДД, ПНС и ПМИП вновь объединились в избирательную коалицию — Народный блок (Пакатан Ракият); на всеобщих выборах 2008 года ПДД получила 13 % (28 из 222) мест в Палате представителей; совокупно полученные оппозицией 82 мест (37 %) лишили правящий блок конституционного большинства. Кроме того, ПДД, проведя всех своих кандидатов на выборах в штате Пинанг, сформировал правительство штата со своими партнёрами по альянсу; главным министром стал Лим Гуан Энг, сын Лим Кит Сяна.
На выборах в собрание штата Саравак в 2011 году ПДД продолжила свой рост по сравнению с предыдущими выборами, получив 12 из 70 депутатов. Успех Народного блока закрепился на всеобщих выборах 2013 года, когда ПДД провела 17 % (38 из 222) депутатов, а коалиция ПР получила большинство голосов. Однако в 2015 году альянс распался — вновь из-за разногласий с его исламистской составляющей.

### В правящей коалиции
22 сентября 2015 года Партия демократического действия, Партия народной справедливости и Партия национального доверия (AMANAH) создали новый Альянс (или Блок) надежды (Пакатан Харапан); 14 марта 2017 года к нему присоединилась Объединённая партия сынов земли Малайзии. На всеобщих выборах 2018 года блок завоевал простое большинство в парламенте, когда коалиция получила 113 мест и, наконец, смогла сформировать новое федеральное правительство посредством пакта с Партией наследия Сабаха (WARISAN). От ПДД были избраны 42 из 47 её кандидатов, что сделало его вторым по количеству мест в коалиции после ПНС с 47 депутатами. Представители ПДД стали министрами во вновь образованном седьмом кабинете Махатхира: новый министр финансов Лим Гуан Энг стал первым малайзийским китайцем, занявшим этот пост за 44 года после Тун Тан Сью Син из Китайской ассоциации Малайзии.
24 февраля 2020 года ПДД впервые стала крупнейшей партией в нижней палате парламента после того, как 11 из 50 депутатов ПНС подали в отставку из-за политического кризиса (Объединённая малайская национальная организация к этому моменту также потеряла 16 из 54 депутатов за несколько месяцев).